# Peucedanum brachytaenium
Peucedanum brachytaenium är en flockblommig växtart som först beskrevs av Pierre Edmond Boissier, och fick sitt nu gällande namn av Minosuke Hiroe. Peucedanum brachytaenium ingår i släktet siljor, och familjen flockblommiga växter. Inga underarter finns listade i Catalogue of Life.